# راشيل غوردون
راشيل غوردون (بالإنجليزية: Rachel Gordon)‏ هي ممثلة أسترالية، ولدت في 10 مايو 1976 في بريزبان في أستراليا.

## وصلات خارجية
- راشيل غوردون على موقع IMDb (الإنجليزية)
- راشيل غوردون على موقع ألو سيني (الفرنسية)
- راشيل غوردون على موقع أول موفي (الإنجليزية)
- راشيل غوردون على موقع قاعدة بيانات الفيلم (الإنجليزية)
- راشيل غوردون على موقع كينوبويسك (الروسية)